# Grizzly Knows No Remorse
Grizzly Knows No Remorse — московская сатерн-рок группа, основанная в 2009 году. Grizzly Knows No Remorse выпустили три альбома и два мини-альбома, три раза ездили в турне по России, а также выступали на разогреве перед группами Every Time I Die, Rolo Tomassi, Omaha Bitch, Black Rainbows.

## История
Группа Grizzly Knows No Remorse была основана в феврале 2009 года вокалистом Андреем и гитаристом Виктором. В том же году к группе присоединился второй гитарист Евгений. 11 сентября 2009 года был выпущен первый мини-альбом под названием «Flashback And Hangover». 20 сентября 2011 года вышел первый клип группы на песню «We’re Badass Motherfuckers». Дебютный альбом «Bearotica» вышел 15 октября 2011 года. В начале 2012 года группу покинул басист Станислав. Второй мини-альбом под названием «You’re On A Hook, We’re Gonna Fuck» был выпущен 9 апреля 2012 года. В сентябре-октябре 2012 года прошло первое турне «Sluts And Bitches Tour». Турне охватило 12 городов России, его посетило более тысячи человек. В 2012 году группа появилась в документальном фильме о тяжёлой музыке в России «Get True Stay Loud». 12 марта 2013 года на Itunes был выпущен сборник всех песен группы «The Best And The Rest». В марте-апреле 2013 года прошло второе российское турне «We Are The Party». В 2013 году группа заняла второе место на конкурсе Asian Beat от компании Yamaha. Финал конкурса прошёл в Джакарте, Индонезия. В апреле-мае 2014 года прошло совместное турне «Death’n'Roll Tour» с группой Ease of Disgust. В том же году из группы ушёл басист Илья Шемякин. Музыканты решили не брать нового басиста, и его место занял гитарист Евгений Тарановский. В новом составе был записан второй полноформатный альбом под названием «Fat Glasses And The Leather Mustache», который вышел 25 апреля 2015 года. Альбом уже получил высокие оценки от музыкальных критиков.

## Дискография
Альбомы
- Bearotica(2011)
- Fat Glasses and the Leather Mustache (2015)
- GKNR (2018)

Мини-альбомы (ЕР) и сборники
- Flashback And Hangover (2009, ЕР)
- You’re on a Hook, We’re Gonna Fuck (2012, ЕР)
- The Best and the Rest (2013, сборник)

Синглы
- Watch Me Playing Rock 'N' Roll (2010)
- What it Takes and How it Tastes (2013)
- Ненадолго, но здесь (2018)

## Состав группы

### Текущий состав
- Андрей Lockjaw Контузов — вокалист (с 2009 года)
- Виктор Кучер — гитарист (с 2009 года)
- Евгений Тарановский — гитарист (2009—2014), басист (с 2014 года)
- Андрей Ким - гитарист (с 2016 года)
- Александр Карпухин — барабанщик (с 2012 года)

### Бывшие участники
- Станислав Вантула  — басист (2010—2012)
- Илья Шемякин — басист (2012—2014)
- Андрей Новосёлов — барабанщик (2010—2012)

### Интервью и рецензии
- Интервью сайту Metal Afisha (07.12.2009)
- Рецензия в журнале Ровесник № 11, 2009 год
- Интервью в журнале Ровесник № 5, 2010 год
- Интервью сайту Lifemusic.biz (09.11.2011)
- Рецензия на сайте Metalwave.it (недоступная ссылка) (2011 год)
- Интервью сайту Ebashilovo.com (13.06.2012)
- Статья в журнале Billboard Russia (2012 год)
- Интервью на радио Эхо Москвы (23.04.2013)
- Интервью сайту Fashion-concert.org (03.05.2015)
- Архивная копия от 7 июня 2015 на Wayback Machine Интервью сайту Last.fm (03.06.2015)